# 台灣角川
台灣角川股份有限公司，簡稱台角，是日本角川集團在台灣設立的出版公司，亦是其首間海外子公司。

## 歷史概要
- 1999年4月22日，日本角川書店、住友商事、第一勸業銀行（現瑞穗銀行）及台灣秋雨印刷（現秋雨創新）等共同籌設「台灣國際角川書店股份有限公司」（Kadokawa Media (Taiwan) Co., Ltd.），總部設於臺北市松山區光復北路11巷44號5樓（財經年代大樓）。
- 1999年9月，台灣角川第一本雜誌《Taipei Walker》（台北走路人）創刊。
- 2000年，台灣角川官方網站開站；同年開始出版小說。
- 2001年，台灣角川開始出版漫畫。
- 2002年，台灣角川業務跨足企業刊物代編、產品型錄製作及政府單位觀光宣導刊物。
- 2003年，台灣角川發行第一本輕小說《新羅德斯島戰記》。

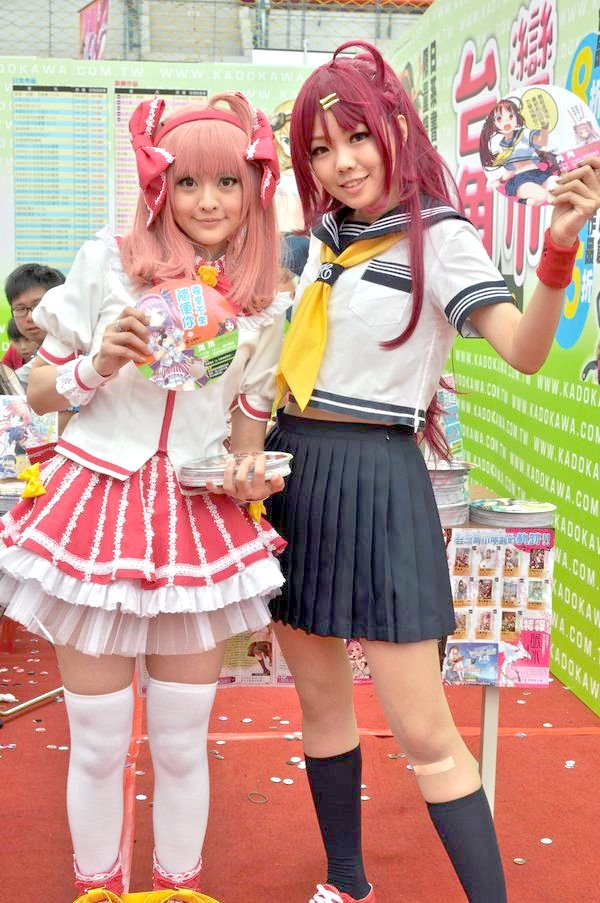
第18屆開拓動漫祭，台灣角川攤位的角角（右）、川川（左）角色扮演者

- 2009年7月31日至8月16日，台灣角川舉辦「10周年原創角色命名活動[4]」，由日本插畫家泰設計17歲、喜歡看台灣角川漫畫和輕小說的活力美少女，經台灣及香港地區讀者參加命名，最後命名為「角角」[5][6]。角色設定為角角之妹的原創人物「川川」，則于2011年7月30日至7月31日舉辦的第18屆開拓動漫祭（FF18）中首次登場[7][8]。
- 2011年10月，以《Taipei Walker》的情報資料庫為基礎，台灣角川推出美食、旅遊、生活、娛樂情報網站《WalkerLand窩客島》。
- 2013年3月，台灣角川成立動畫及商品部門，為角川集團動畫作品亞洲區總代理。
- 2013年8月15至20日，中華動漫出版同業協進會第14屆漫畫博覽會，台灣角川推出首波動畫周邊商品。
- 2013年8月22日，台灣角川公司登記名稱變更為「台灣角川股份有限公司」（Kadokawa Taiwan Corporation）[1]。
- 2014年台北國際動漫節，台灣角川宣布代理多部角川系動畫並在中華電信MOD上架[9]。
- 2015年8月，台灣角川與BOOK WALKER合資成立台灣漫讀，營運BOOK☆WALKER繁體中文平台。
- 2016年5月9日，秋雨創新賣出全部持有的台灣角川持股。
- 2019年10月15日，台灣角川與遊戲橘子宣布攜手成立我傳媒科技（WalkerMedia），台灣角川董事長岩崎剛人兼任我傳媒科技董事長，營運《WalkerLand窩客島 （页面存档备份，存于）》。
- 2021年3月底，台北捷運行天宮站共構商辦「聯邦大樓佳佳廣場」（臺北市中山區松江路223號）3樓戶386.9坪以每月租金新臺幣1,094,984元租出，承租戶為台灣角川[10]。
- 2021年7月26日，台灣角川總部遷至臺北市中山區松江路223號3樓（聯邦大樓佳佳廣場）。
- 2021年10月26日，台灣角川推出小說連載平台《KadoKado 角角者》，內容包含獨家代理日本小說投稿網站《KAKUYOMU》最新連載、以及正版授權日本輕小說[11]。

## 產品
在台灣以發行Walker系列雜誌及角川集團的輕小說、漫畫為主，日本Libre出版（原BiBLOS）也授權台灣角川發行中文版小說和漫畫（也就是BLOOM Series）。此外，台角書籍在港澳地區的代理與分銷業務現由香港角川負責

### 雜誌
| 雜誌名稱                    | 創刊日期       | 發售時間                         | 每本售價  | 備註                 |
| --------------------------- | -------------- | -------------------------------- | --------- | -------------------- |
| Taipei Walker（台北走路人） | 1999年9月      | 每月一號                         | 128新臺幣 |                      |
| Hipper                      | 2004年5月      | 每2個月發售，2005年3月起每月發售 | 88新臺幣  | 目前暫時停刊         |
| GUNDAM ACE中文版            | 2002年2月      | 每月一號                         | 不定      | 於2008年12月號後停刊 |
| FORCE原力誌                 | 2012年12月20日 | 每週五                           | 免費      | 線上雜誌             |

### 漫畫與畫集

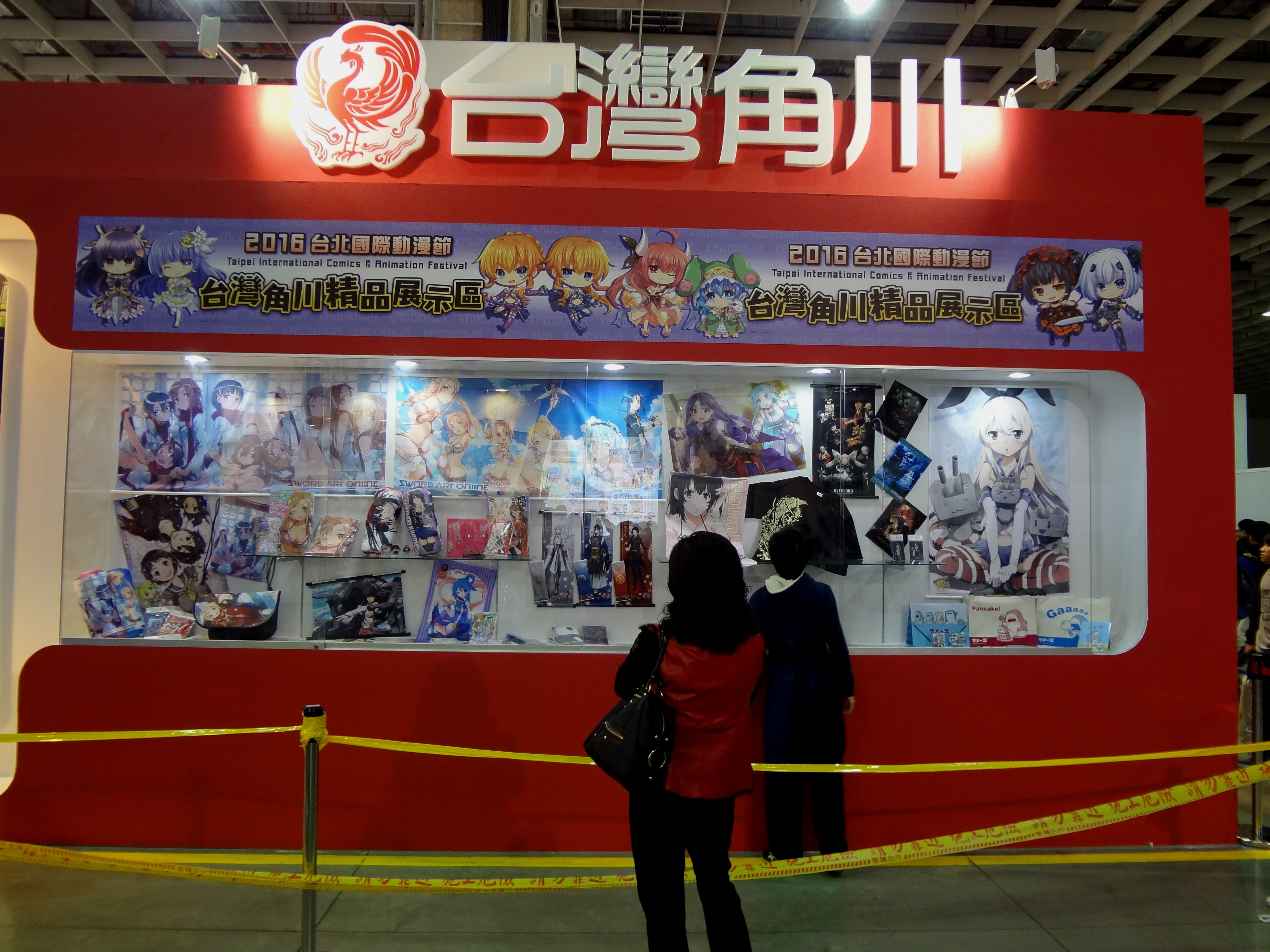
2016台北動漫節攤位

台灣角川將日本角川集團旗下出版社的漫畫與畫集混合代理販售。
Kadokawa Comics Boy's Series
台灣角川的中文版漫畫，內容偏男性取向，主要為月刊少年Ace作品。
Kadokawa Comics Girl's Series
台灣角川的中文版漫畫，內容偏女性取向，以月刊Asuka作品為中心。
Kadokawa BLOOM Series Comics
台灣角川新發行的漫畫系列，為代理日本Libre出版作品之專門分類，含旗下女性BL向作品與女性一般向作品。
Kadokawa Comics Illustration
台灣角川發行的畫集與設定集。

### 輕小說
台灣角川出版日本角川集團的輕小說文庫——Sneaker文庫和Ruby文庫、Beans文庫（角川書店）、Fantasia文庫和Mystery文庫（富士見書房）、電擊文庫（ASCII Media Works）、Fami通文庫（Enterbrain）、MF文庫J（Media Factory）混合發行。此外也發行BLOOM Series Novels小說（Libre出版）。
Kadokawa Fantastic Novels
內容比較偏向男性讀者喜好類型。
Kadokawa Novels Ruby Series
內容比較偏向女性讀者喜好類型，屬於BL性質的小說。
Kadokawa Midori Novels
內容比較偏向女性讀者喜好類型。
Kadokawa BLOOM Series Novels
為代理Libre出版作品之專門分類。

### 書籍
Kadokawa Fantastic Novels DX
華文小說作品。
文學放映所
引進以角川書系為主的日本小說，兼發行其他國家小說和本土原創作品。
輕·文學
號稱「跨越輕小說與文學的藩籬」，引進日本MediaWorks文庫、角川文庫等系列作品。
Kadokawa Wing Books
引進日本角川翼文庫的系列作品，內容都是文字書類型，讀者群是針對國小至國高中的兒童與青少年。
幻世界
海外非日系的奇幻小說。
生活娛樂
- 多采生活館
- 夢想拼盤
- 青春共和國
- 國內玩上癮
- 就是愛旅行
- 藝能星天地[註 6]

### 電影
曾以「角川影展」名義引進多部角川電影，如《戰國自衛隊1549》。

## 舉辦賽事
- 台灣角川輕小說新人王：台灣角川舉辦，面向全球華人徵稿的中文原創輕小說比賽。前身為角川華文輕小說大賞。

## 其他
- 台灣角川早期曾設立「鋼彈出版品」書系，作為專門出版機動戰士鋼彈系列作品的產品分類。該分類已撤銷，相關作品併入旗下輕小說、漫畫的各子分類。
- 角川漫畫新人大賞：KADOKAWA主辦的日本新人漫畫比賽，第9－12屆設有專屬海外獎項「台灣角川特別賞」。台灣角川曾作為除中國大陸外華人投稿和初步審查方，自第13屆起停止徵稿[14]。

## 相關項目
- 角川集團
- 角川書店
- 角川洲立
- 天聞角川
- 香港角川
- 角川平方
- 角川集團亞洲
- 台灣角川輕小說暨插畫大賞
- 角川華文輕小說暨插畫大賞
- 角川華文輕小說大賞
- 台灣角川輕小說新人王
- 台灣代理輕小說列表
- 台灣出版輕小說列表

## 外部連結
- 台灣角川官方網站 （页面存档备份，存于）
- 台灣角川線上購物 （页面存档备份，存于）
- 台灣角川「KadoKado 角角者」小說連載平台 （页面存档备份，存于）
- 台灣角川的Facebook專頁
- YouTube上的台灣角川頻道
- WalkerLand窩客島 （页面存档备份，存于）